# The Long and Winding Road

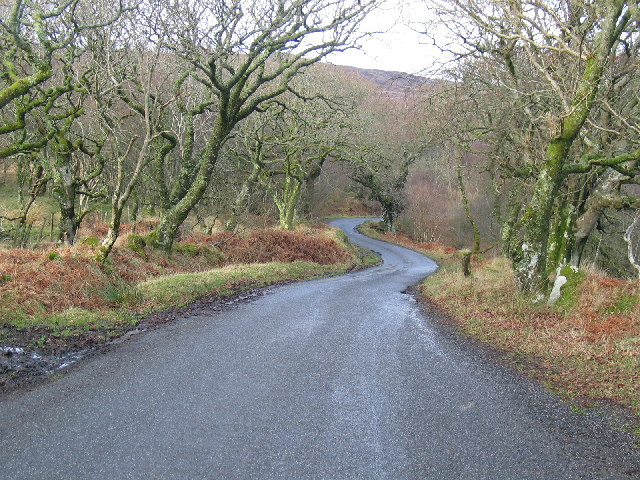
De B842, de weg die misschien een inspiratie was voor het lied

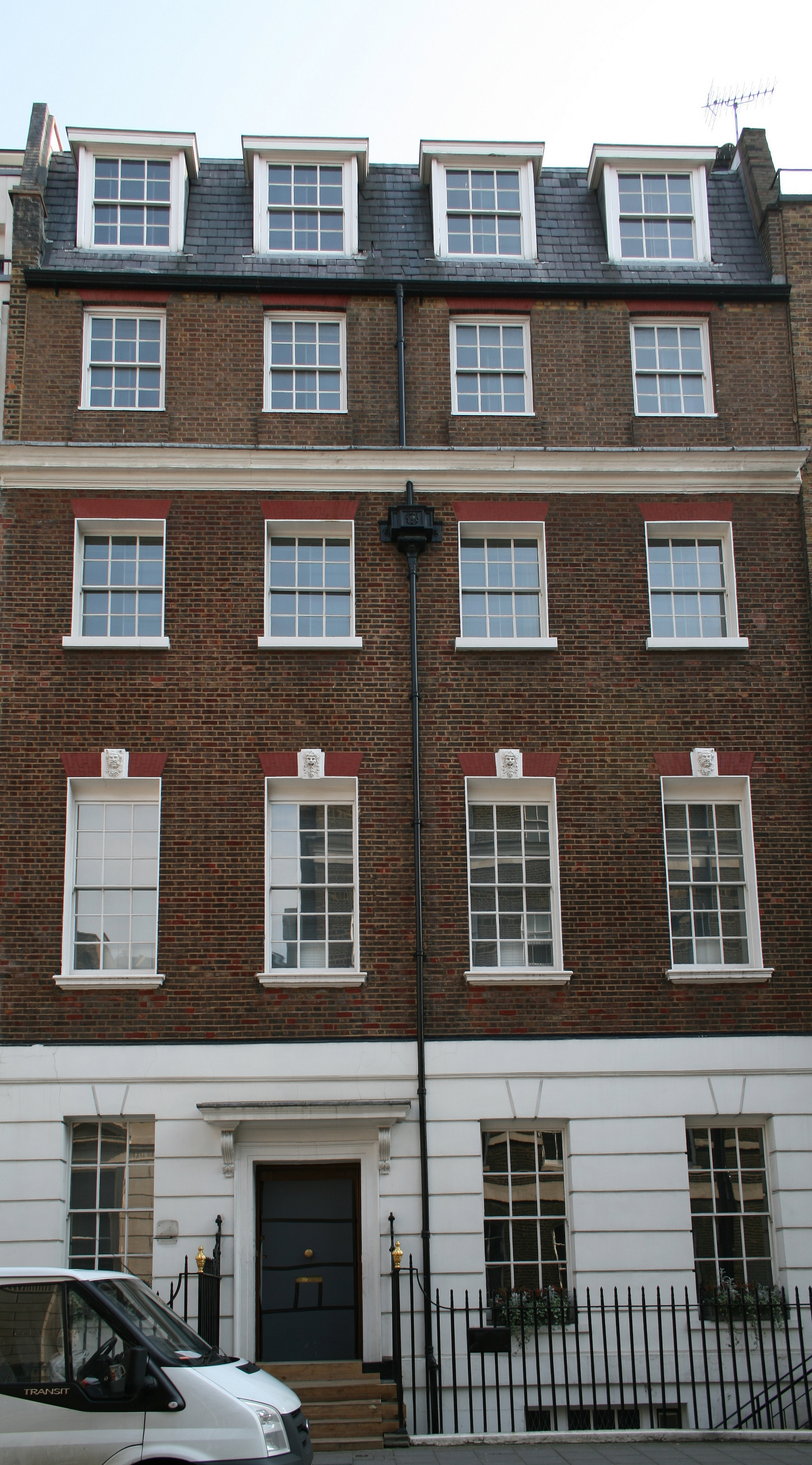
The Long and Winding Road werd opgenomen in het Apple-kantoor aan Savile Row.

The Long and Winding Road is een nummer van de Britse popgroep The Beatles. Het nummer werd in 1970 uitgebracht op het laatste album van The Beatles, Let It Be. Het nummer werd in de Verenigde Staten ook uitgebracht als single en bereikte daar als laatste single van The Beatles de eerste plaats in de Billboard Hot 100. Het nummer staat op naam van John Lennon en Paul McCartney, maar werd geschreven door McCartney. Nadat The Beatles het nummer hadden opgenomen, voegde producer Phil Spector, zonder medeweten van McCartney, opnamen van een orkest aan het nummer toe in de stijl van zijn Wall of Sound-techniek. Dit was voor McCartney een van de redenen om The Beatles te verlaten.

## Achtergrond
The Long and Winding Road werd door Paul McCartney geschreven ten tijde van de opnamen van The Beatles (The White album). Het nummer is een melancholische ballade waarin McCartney lijkt te verwijzen naar de groeiende spanningen in de band, die uiteindelijk zouden leiden tot het uiteenvallen van de band.
McCartney schreef het nummer op de piano in zijn boerderij in Schotland. Tijdens het schrijven van het nummer probeerde McCartney naar eigen zeggen de stijl van soulzanger Ray Charles te volgen.
Naar verluidt is de weg die in de liedtekst genoemd wordt een bestaande weg. Het zou gaan om de B842, een 50 kilometer lange, slingerende weg die loopt van Kintyre naar Campbeltown, de plaats waar McCartneys boerderij stond.

## Opnamen
Hoewel de eerste officiële opname van The Long and Winding Road eind januari 1969 plaatsvond, werd het nummer al bij eerdere gelegenheden door The Beatles opgenomen. In september 1968 nam Paul McCartney, onder het toeziend oog van geluidstechnicus Pete Bown, een demo van het nummer op tijdens de sessies voor The White album.
Ook tijdens de opnamen van de film Let it Be, van 2 tot 15 januari 1969, werd het nummer diverse malen door de band gespeeld. Tijdens deze opnamen, onder regie van Michael Lindsay-Hogg, oefenden The Beatles nieuw materiaal voor hun nieuwe lp. De opnamen van de nieuwe film liepen echter door onderlinge ruzies tussen de Beatles op een mislukking uit.
Na de filmopnamen in de Twickenham filmstudio's begonnen The Beatles op 22 januari aan de opnamen van hun nieuwe album in de geluidsstudio van Apple aan Savile Row in Londen. Op 26 januari 1969 namen The Beatles in deze studio een onbekend aantal takes van het nummer op.
Om het filmproject af te kunnen ronden, speelden The Beatles op 30 januari een onaangekondigd liveconcert op het dak van het Apple-kantoor. Dit concert is ook te zien in de film. Drie nummers, Two of Us, Let It Be en The Long and Winding Road waren echter niet geschikt voor opname tijdens het concert. Deze nummers werden op 31 januari, in het bijzijn van de filmploeg, opgenomen in de Apple-studio. Die dag namen The Beatles zeven takes (genummerd 13 tot en met 19) van The Long and Winding Road op.
Het filmproject en het nieuwe album dreigde echter door onenigheid tussen The Beatles op een fiasco uit te draaien. Er moest echter wel een nieuw album uitgebracht worden. Geluidstechnicus Glyn Johns kreeg daarom begin maart 1969 de taak om van de opnamen een album te maken. Dit album kreeg de werktitel Get Back, naar de gelijknamige single die The Beatles in april van dat jaar uit zouden brengen. Eind mei was deze nieuwe plaat af. Op deze plaat stond ook take 19 van The Long and Winding Road.
Hoewel The Beatles zelfs foto's lieten nemen voor gebruik op de hoes van het nieuwe album, konden ze het niet eens worden of het album in deze vorm uitgebracht kon worden. Daarom kreeg Johns half december 1969 de opdracht om een nieuwe versie van het album te maken die beter zou passen bij de te verschijnen speelfilm. Op 5 januari 1970 was dit nieuwe album klaar. Dit nieuwe album bevatte dezelfde versie van The Long and Winding Road als het eerste Get Back-album.
The Beatles waren echter nog steeds niet tevreden met het album. Daarom werd de beroemde Amerikaanse producer Phil Spector in maart 1970 door John Lennon, George Harrison en Beatles-manager Allen Klein gevraagd om van de opnamen een album te maken dat tegelijk met de première van Let It Be zou kunnen worden uitgegeven.
Spector maakte op 26 maart 1970 eerst een remix van The Long and Winding Road. Vervolgens nam hij op 1 april een door Richard Hewson gecomponeerd arrangement voor in totaal 50 muzikanten: 18 violen, vier altviolen, een harp, drie trompetten, drie trombones, drums, twee gitaren en 18 zangers.. Deze opname werd middels een overdub aan The Long and Winding Road toegevoegd. Spector gebruikte hiervoor take 18 en niet take 19 die door Glyn Johns was gebruikt voor Get Back. Omdat het maximale beschikbare aantal sporen al gebruikt was voor de opnamen, moest Spector een van de sporen wissen. Hij wiste daarom een van de zangpartijen van McCartney. Ringo Starr was het enige bandlid dat bij deze opname aanwezig was.

## Rol in het uiteenvallen van The Beatles
Paul McCartney was niet op de hoogte van de veranderingen die Spector aanbracht aan The Long and Winding Road. McCartney was echter furieus toen hij hoorde hoe zijn eenvoudige pianoballade was veranderd in een zoetsappig nummer met overtrokken orkestratie. In een brief aan manager Allen Klein eiste hij daarom dat de veranderingen ongedaan gemaakt zouden worden. The Long and Winding Road werd echter toch in Spectors versie uitgebracht op Let It Be en op single. Dit was voor McCartney waarschijnlijk de druppel. Op 10 april 1970 maakte hij bekend dat The Beatles uit elkaar waren.
In 1971 kwam het tot een rechtszaak waarbij McCartney de overige drie bandleden en manager Klein voor de rechter daagde om zo The Beatles daadwerkelijk te beëindigen. Tijdens de zittingen voor deze rechtszaak werd Spectors verandering van The Long and Winding Road en Kleins weigering om dit ongedaan te maken aangehaald. McCartneys advocaat pleitte dat deze inmenging een gegronde reden was om The Beatles te beëindigen.

## Andere uitvoeringen
Sinds 1970 zijn er van McCartney zes verschillende versies uitgekomen. Verder hebben de volgende artiesten het op plaat gezet:
- Gladys Knight & the Pips op hun album Standing Ovation uit 1971. Het is een van de weinige nummers waarop Gladys Knight zelf niet zingt.
- Olivia Newton-John in 1976
- Melba Moore in 1977
- Peter Frampton in 1978
- Billy Ocean scoorde met zijn versie een hit in de Amerikaanse Adult Contemporary-lijst.
- George Michael en Kevin Rowland op hun afzonderlijke coveralbums uit 1999
- De versie van Ray Charles werd in 2006 postuum uitgebracht.

## Hitnotering

### Nederlandse Top 40
| Positie: | 19 | 10 | 9 | 13 | 25 | uit |

### NederlandseHilversum 3 Top 30
| Nummer | 19 | 11 | 14 | 15 | 21 | 27 | uit |

### NPO Radio 2 Top 2000
The Long and Winding Road staat sinds 1999 genoteerd in de Radio 2 Top 2000. De hoogste positie die het nummer in deze lijst behaalde is 195 (in 2003).

| Nummer met noteringen in de NPO Radio 2 Top 2000 | '99 | '00 | '01 | '02 | '03 | '04 | '05 | '06 | '07 | '08 | '09 | '10 | '11 | '12 | '13 | '14 | '15 | '16 | '17 | '18 | '19 | '20 | '21 | '22 | '23 | '24 |
| ------------------------------------------------ | --- | --- | --- | --- | --- | --- | --- | --- | --- | --- | --- | --- | --- | --- | --- | --- | --- | --- | --- | --- | --- | --- | --- | --- | --- | --- |
| The Long and Winding Road                        | 341 | 358 | 256 | 220 | 195 | 298 | 284 | 298 | 252 | 252 | 341 | 296 | 393 | 398 | 393 | 453 | 429 | 598 | 727 | 833 | 704 | 805 | 698 | 716 | 717 | 870 |

1. ↑  Een vetgedrukt getal geeft de hoogste notering aan.

### Evergreen Top 1000
| Evergreen Top 1000 | Evergreen Top 1000 | Evergreen Top 1000 | Evergreen Top 1000 | Evergreen Top 1000 | Evergreen Top 1000 | Evergreen Top 1000 | Evergreen Top 1000 | Evergreen Top 1000 | Evergreen Top 1000 | Evergreen Top 1000 | Evergreen Top 1000 | Evergreen Top 1000 | Evergreen Top 1000 | Evergreen Top 1000 | Evergreen Top 1000 | Evergreen Top 1000 |
| Jaar               | 2008               | 2009               | 2010               | 2011               | 2012               | 2013               | 2014               | 2015               | 2016               | 2017               | 2018               | 2019               | 2020               | 2021               | 2022               | 2023               |
| ------------------ | ------------------ | ------------------ | ------------------ | ------------------ | ------------------ | ------------------ | ------------------ | ------------------ | ------------------ | ------------------ | ------------------ | ------------------ | ------------------ | ------------------ | ------------------ | ------------------ |
| Positie            | 320                | 332                | 317                | 317                | 398                | 176                | 227                | 316                | 517                | 444                | 274                | 259                | 251                | 324                | 380                | 290                |

## Credits
Bezetting volgens Ian MacDonald
- Paul McCartney - zang, piano
- John Lennon - basgitaar
- George Harrison - gitaar
- Ringo Starr - drums

- Zonder vernoeming: 18 violen, 4 altviolen, 4 celli, 1 harp, 3 trompetten, 3 trombones, 2 gitaren, 14 vrouwelijke stemmen